# Ascension (Jesu)
Ascension è il quarto album studio degli Jesu band fondata da Justin Broadrick. L'album è stato pubblicato il 10 maggio 2011 dall'etichetta Carlo Verde Records.

## Tracce
Testi e musiche di Justin Broadrick.
1. Fools – 8:12
2. Birth Day – 5:09
3. Sedatives – 5:10
4. Broken Home – 8:52
5. Brave New World – 4:13
6. Black Lies – 5:27
7. Small Wonder – 7:31
8. December – 7:51
9. King Of Kings – 6:24
10. Ascension – 2:46

Durata totale: 61:35

## Formazione
- Justin Broadrick - chitarra elettrica, basso elettrico, tastiere, voce, cori
- Ted Parsons - batteria, percussioni